# Honolulu
Honolulu és la capital i la localitat més gran de l'estat de Hawaii, als Estats Units. En hawaià, honolulu significa badia protegida o lloc de resguard. Es localitza a la costa sud-est de l'illa d'Oahu. El mateix nom també es pot referir al districte de Honolulu. Fins a l'1 de juliol de 2004, la població de Honolulu era de 377.260 habitants i per al districte complet, de 900.000; que correspon més o menys a la seva àrea metropolitana, la qual l'any 1980 era en el número 36 del rànquing de les àrees més grans dels Estats Units, però el 2000 va arribar a caure fins al número 55 de les 363 que hi ha en aquest país. A Hawaii, els governs municipals solament operen en l'àmbit de districtes i la ciutat i el districte de Honolulu ocupen tota l'illa d'Oahu (aproximadament 600 km² de superfície).
Pel que fa als grups racials/ètnics els asiàtics (xinesos, filipins, japonesos, coreans, etc.) són el més nombrós (aproximadament el 55,85%). Seguit dels blancs (19,67%), nadius hawaians i altres illes del Pacífic (6,85%), negres o afroamericans (1,62%), els nadius americans i d'Alaska són molt menys de l'1 per cent. La població hispànica o llatina de qualsevol raça és del 4,37% del total.

## Geografia

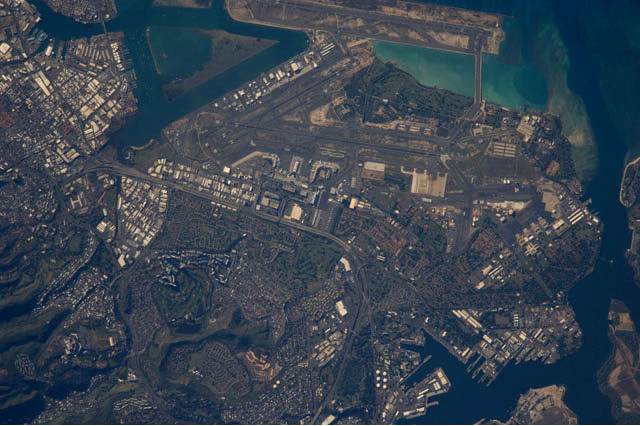
Fotografia d'astronauta de l'oest de Honolulu, l'aeroport HNL i Pearl Harbor feta des de l'Estació Espacial Internacional

Segons l'Oficina del Cens dels Estats Units, el CDP Urban de Honolulu té una àrea de 177,2 km², dels quals 20,5 km², o l'11,56%, són aigua.
Honolulu és la ciutat més remota dels Estats Units i una de les ciutats més allunyades del món. La ubicació més propera als Estats Units continentals és el far de Point Arena, al nord de Califòrnia, a 3.787 km. (Els vaixells nàutics requereixen una distància addicional per circumnavegar el punt Makapuʻu.) La ciutat important més propera és San Francisco, Califòrnia, a 3.858 km. Algunes illes de la costa mexicana i part de les Illes Aleutianes d’Alaska estan una mica més a prop de Honolulu que del continent.
El camp volcànic de Honolulú es troba parcialment a l'interior de la ciutat.

### Barris, barris i districtes

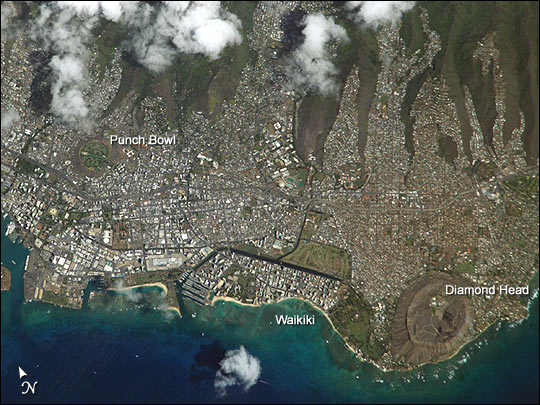
Honolulu vist des de l'Estació Espacial Internacional

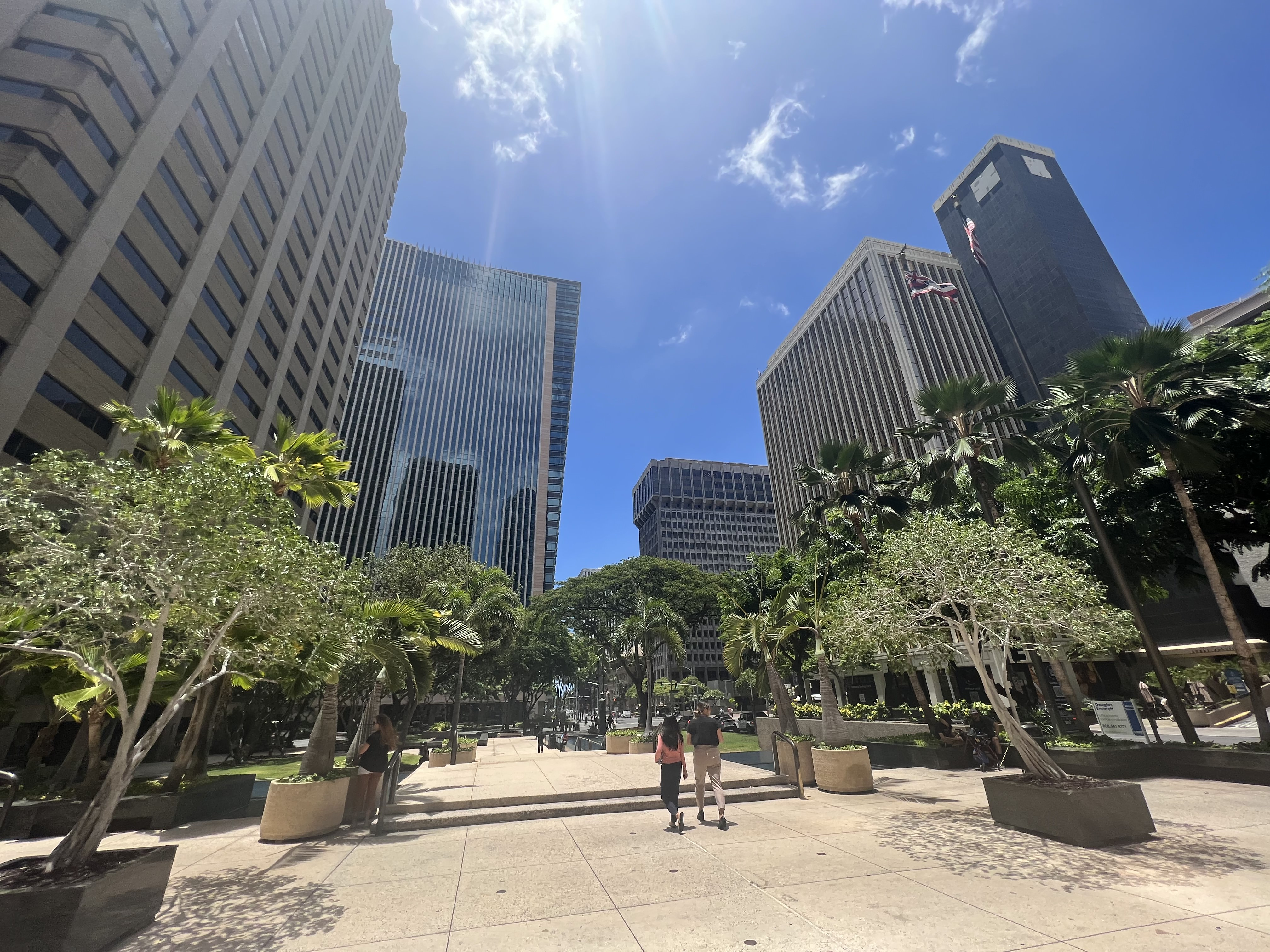
Centre de la ciutat als carrers Bishop i King, amb First Hawaiian Center (esquerra) i Bank of Hawaii Center (dreta)

- El centre de Honolulu és el centre financer, comercial i governamental de Hawaii. En el front de l'aigua està la Torre Aloha, durant molts anys l'edifici més alt de Hawaii. L'edifici és alt és ara el Primer Centre Hawaià de 134 m, als carrers King i Bishop. El campus del centre de la Universitat Hawaii‘i del Pacífic també és allí.
- El Districte de les Arts de Honolulu, tant en el centre com en Chinatown, està en la vora oriental de Chinatown. És una zona de 12 illes de cases limitada pels carrers Bethel & Smith i l'autopista Nimitz i el carrer Beretania, llar de nombroses institucions artístiques i culturals. Està dins del Districte Històric de Chinatown, que inclou l'antic Districte de Vici de Hotel Street.[7]
- El districte de Capitol és la part oriental del centre de Honolulu. És el centre actual i històric del govern estatal de Hawaii, incorporant el Capitoli de l'Estat, palau Iolani, Honolulu Hali (Ajuntament), Biblioteca de l'Estat, i l'estàtua del rei Kamehameha I, juntament amb nombrosos edificis del govern.
- Kllam-ako és un districte industrial lleuger entre el centre i Waikiki que ha vist un gran esforç de redesenvolupament en l'última dècada. Hi viuen.. dues grans àrees comercials, Ward Warehouse i Ward Center. La Corporació Howard Hughes planeja transformar Ward Centers en Ward Village en la dècada vinent. L'Escola de Medicina John A. Burns, part de la Universitat de Hawaii‘i en Mānoa, també és allí. Un monument a les víctimes de l'incident d'Ehime Maru es troba al Parc de la Cascada Knombre.
- Ala Moana és un districte entre Kllam-ako i Waikiki i la casa del Centre Ala Moana, el centre comercial a l'aire lliure més gran del món i el centre comercial més gran de Hawaii.[8] El Centre Ala Moana té més de 300 inquilins i és molt popular amb els turistes. També en Ala Moana és l'Honolulu Design Center i l'Ala Moana Beach Park, el segon parc més gran de Honolulu.
- Waikiki és el districte turístic de Honolulu, entre el Canal Ala Wai i l'Oceà Pacífic al costat de Diamond Head. Nombrosos hotels, botigues i oportunitats de vida nocturna es troben al llarg de les avingudes Kalākaua i Kūhiō. És un lloc popular per a visitants i locals per igual i atreu a milions de visitants cada any. La majoria de les habitacions de l'hotel d'O‘ahu estan en Waikiki.
- Mānoa, Mō’ili, i Makiki són barris residencials en àrees adjacents just a l'interior del centre i Waikiki. La vall de Mānoa alberga el campus principal de la Universitat de Hawaii‘i.
- Nu’uanu i Pauoa són districtes residencials de classe mitjana a l'interior del centre de Honolulu. El Cementiri Nacional Commemoratiu del Pacífic està en el Cràter Punchbowl, enfront de la vall de Pauoa.
- Pālolo i Kaimukī són barris a l'est de Mānoa i Makiki, a l'interior de Diamond Head. La vall de Pālolo és similar a Mānoa i és un barri residencial. Kaimukī és principalment un barri residencial amb una franja comercial centrada en Wai’alae Avenue corrent darrere de Diamond Head. La Universitat Chaminade està en Kaimukī.
- Wai’alae i Kāhala són districtes de classe superior de Honolulu directament a l'est de Diamond Head, amb moltes llars d'alt preu. També en aquests barris es troben el Waialae Country Club i el Kahala Hotel & Resort de cinc estrelles.
- East Honolulu inclou les comunitats residencials d'Āina Haina, Niu Valley i Hawaii i Kai. Aquests són considerats barris de classe mitjana mitjana. També estan les comunitats sincronitzades de Wai‘alae’ i Hawaii’i Lloa Ridge.
- Kalihi i Pālama són barris de classe treballadora amb uns quants desenvolupaments d'habitatge del govern. El baix Kalihi, cap a l'oceà, és un districte industrial de la llum.
- Salt Lake i Āliamanu són (en la seva majoria) àrees residencials construïdes en cons volcànics extints al llarg de l'extrem occidental del Districte de Honolulu, no lluny de l'Aeroport Internacional de Honolulu.
- Moanalua és dos veïnats i una vall en l'extrem occidental de Honolulu, i llar del Centre Mèdic de l'Exèrcit Tripler.
- Kamehameha Heights és un suburbi del nord.[9]
- McCully és un suburbi a l'est.[10]

## Clima
Honolulu experimenta un clima semiàrid calent (classificació Köppen BSh), amb una estació estival majoritàriament seca, a causa d'un efecte d'ombra orogràfica. Malgrat les temperatures que compleixen el llindar tropical de tots els mesos amb una temperatura mitjana de 18,0 °C o més, la ciutat rep massa poca precipitació per ser classificada com a tropical.
Les temperatures varien poc al llarg de l'any, amb temperatures altes mitjanes de 27–32 °C i mínimes mitjanes de 18–34 °C. No obstant això, hi ha temporades lleus. Els mesos d'hivern, de desembre a març, de tant en tant poden veure mínims per sota 18 °C, mentre que l'estiu de juny a setembre pot tenir un nombre limitat de dies calorosos aconseguint 32 °C o superior. Això es produeix una mitjana de només 32 dies anuals, Hi ha hagut fins a 116 dies (el 1995) que van assolir els 32 °C. La mitjana és comparable a la de Filadèlfia tot i ser lleugerament més càlid durant l'estiu. amb mínims en els 14–15 °C una o dues vegades l'any. La temperatura més alta registrada va ser 35 °C el 19 de setembre de 1994 i el 31 d'agost de 2019. La temperatura més baixa registrada va ser 11 °C el 16 de febrer de 1902 i el 20 de gener de 1969.
La precipitació mitjana anual és de 417 mm, que es produeix principalment des d'octubre fins a principis d'abril, amb molt poca pluja a l'estiu. Tanmateix, ambdues estacions experimenten un nombre similar de dies de pluja. A l'estiu es produeixen xàfecs lleugers, mentre que a l'hivern cauen pluges més intenses. Honolulu té una mitjana de 278 dies assolellats i 89,2 dies de pluja a l'any.
Tot i que la ciutat es troba als tròpics, els huracans són força rars. L'últim huracà registrat que va colpejar prop de Honolulu va ser l'huracà Iniki de categoria 4 el 1992. Els tornados també són poc freqüents i es produeixen aproximadament cada 15 anys. Les trombes d'aigua a la costa també són poc freqüents, ja que afecten aproximadament cada cinc anys.
Honolulu es troba sota la zona de rusticitat vegetal USDA 12b.
La temperatura mitjana del mar oscil·la entre 24,3 °C al març fins 26,9 °C al setembre.

## Demografia
| 1890   | 1900   | 1920   | 1930    | 1950    | 1970    | 1990    | 2010    | 2020    |
| 22.907 | 39.306 | 83.327 | 137.582 | 248.034 | 324.871 | 365.272 | 390.738 | 350.964 |

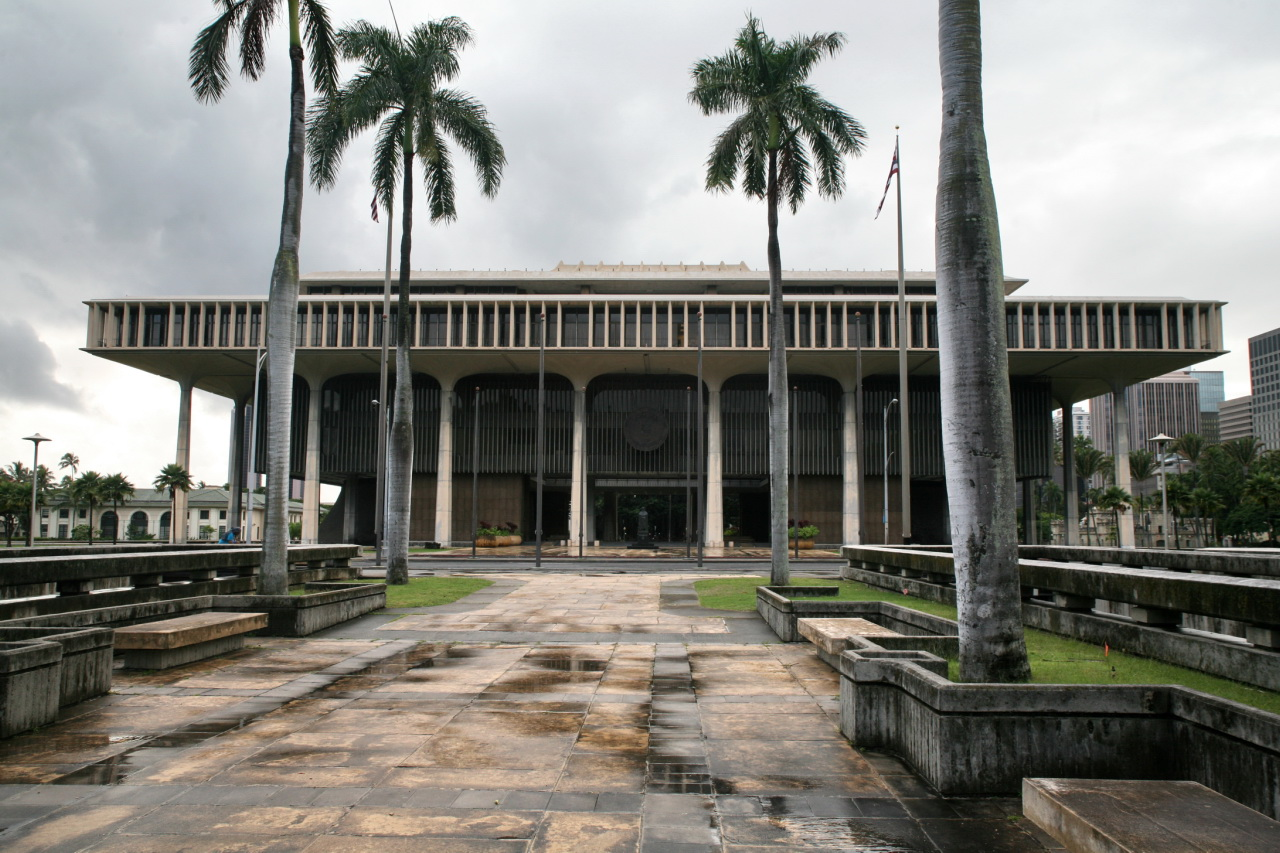
Capitoli de l'estat de Hawaii

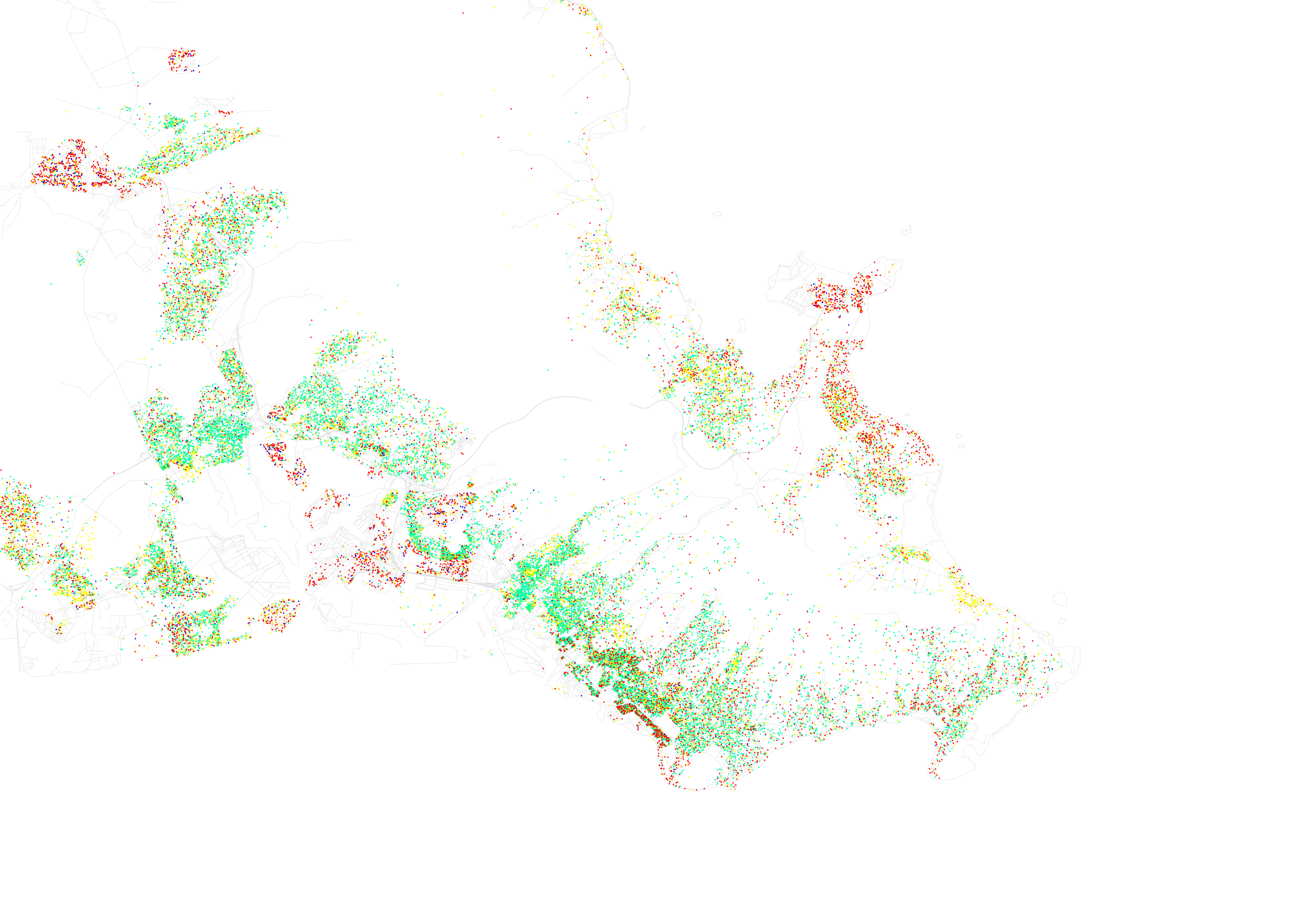
Mapa de distribució racial a Honolulu, cens dels EUA de 2010. Cada punt és de 25 persones

Segons el cens dels EUA del 2020, la població de Honolulu és de 350.964 habitants, la qual cosa la converteix en la 55a ciutat més gran dels EUA. La població de la ciutat era de 337.256 al cens dels EUA del 2010.
El barri residencial de l'est de Honolulu es considera un lloc designat pel cens per l'Oficina del Cens, però generalment es considera part del nucli urbà de Honolulu. La població de l'est de Honolulu era de 50.922 a partir del 2020, augmentant la població principal de Honolulu a més de 400.000.
Pel que fa a la raça i l'ètnia, el 54,8% eren asiàtics, el 17,9% blancs, l'1,5% negres o afroamericans, el 0,2% nadius americans o nadius d'Alaska, el 8,4% eren nadius hawaians i altres illencs del Pacífic, el 0,8% eren d'altres races, i el 16,3% eren de dues o més races. Els residents hispans i llatins de qualsevol raça representaven el 5,4% de la població. El 1970, l'Oficina del Cens va informar que la població de Honolulu era un 33,9% de blancs i un 53,7% asiàtic i illenc del Pacífic.
Els asiàtics americans són la majoria de la població de Honolulu. Els grups ètnics asiàtics són japonesos (19,9%), filipins (13,2%), xinesos (10,4%), coreans (4,3%), vietnamites (2,0%), indis (0,3%), laosians (0,3%), tailandesos (0,2%), cambodjans (0,1%) i indonesis (0,1%).
Els americans de les illes del Pacífic són el 8,4% de la població de Honolulu. Els grups ètnics de les illes del Pacífic són persones únicament d'ascendència nativa hawaiana (3,2%), els samoans americans representaven l'1,5% de la població, els marshallesos el 0,5% i els tongans el 0,3%. Les persones d'ascendència guamaniana o chamorro representaven el 0,2% de la població i eren 841.
La ciutat metropolitana de Honolulu, que abasta tota l'illa d'Oahu, tenia 953.207 segons el cens dels Estats Units de 2010 i 1.016.508 en el cens dels EUA de 2020, la qual cosa la converteix en la 54a àrea metropolitana més gran dels Estats Units.

## Economia

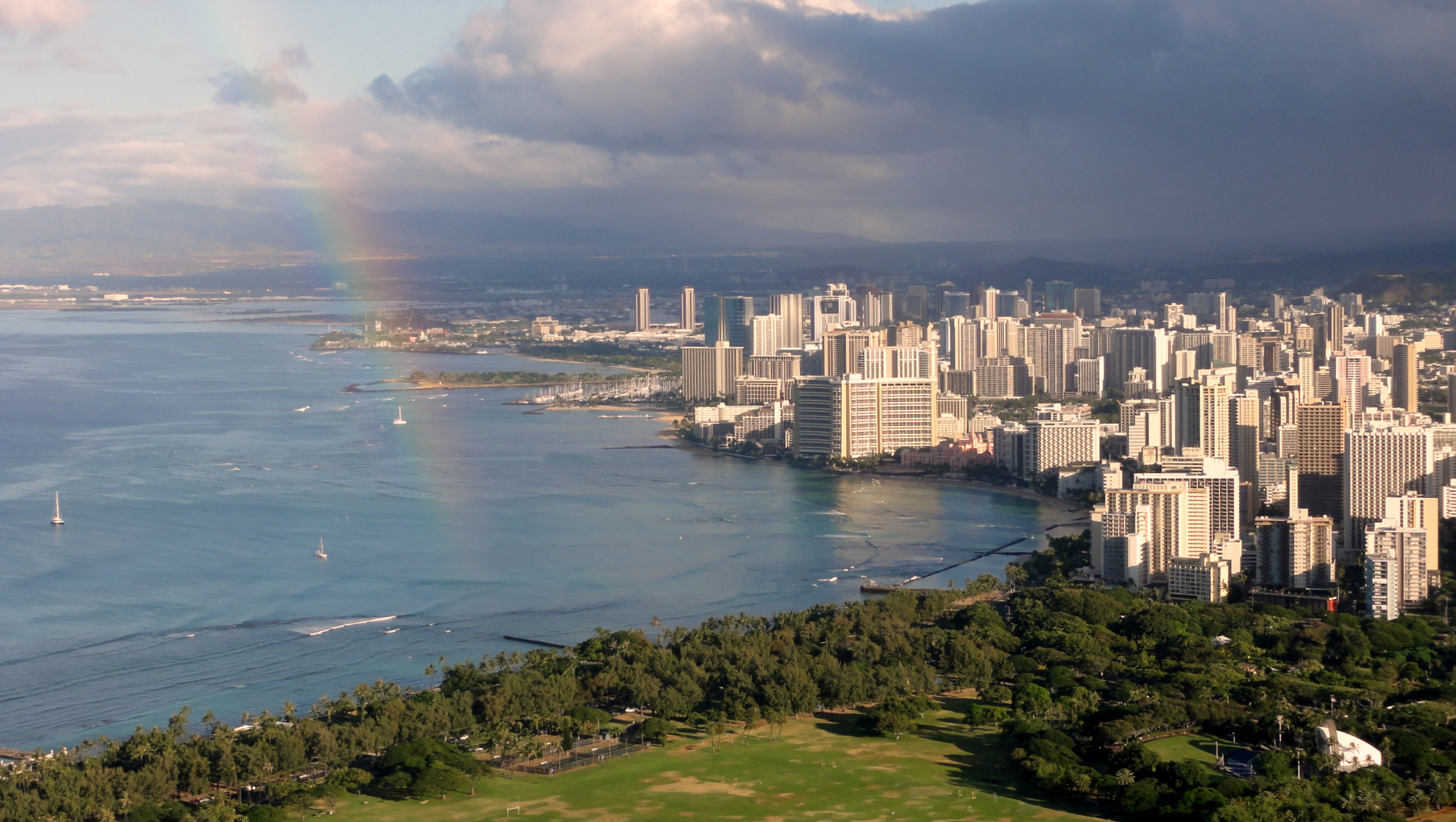
Honolulu vist des del cràter Diamond Head

Honolulu, la ciutat i l'aeroport més gran de les illes hawaianes, actua com a porta d'entrada natural a la gran indústria turística de les illes, que atrau milions de visitants i aporta 10.000 milions de dòlars anuals a l'economia local. La ubicació d'Honolulu al Pacífic també la converteix en un gran centre comercial i comercial, especialment entre l'est i l'oest. Altres aspectes importants de l'economia de la ciutat inclouen la defensa militar, la investigació i desenvolupament i la fabricació.
Entre les empreses amb seu a Honolulu hi ha:
- Alexander & Baldwin
- Bank of Hawaii
- Central Pacific Bank
- First Hawaiian Bank
- Hawaii Medical Service Association
- Hawaii Pacific Health
- Hawaiian Electric Industries
- Matson Navigation Company
- The Queen's Health Systems

Hawaiian Airlines, Island Air, i Aloha Air Cargo tenen la seu a la ciutat. Fins que es va dissoldre, Aloha Airlines tenia la seu a la ciutat. En un moment, Mid-Pacific Airlines tenia la seva seu a la propietat de l'aeroport internacional d'Honolulu.
El 2009, Honolulu va tenir un augment del 4,5% en el lloguer mitjà, mantenint-lo en el segon mercat de lloguer més car entre 210 àrees metropolitanes dels EUA. De la mateixa manera, el cost general de la vida, inclosa la gasolina, l'electricitat i la majoria dels aliments, és molt més alt que al continent dels EUA, perquè la ciutat i l'estat han d'importar la majoria de béns. Un informe de 2014 va trobar que les despeses del cost de la vida eren un 69% superiors a la mitjana dels EUA.
Com que els únics bancs nacionals a Hawaii són tots locals, molts visitants i nous residents s'han d'acostumar als diferents bancs. First Hawaiian Bank és el banc més gran i més antic de Hawaii, amb seu al First Hawaiian Center, l'edifici d'oficines més alt de l'estat.

## Història
No se sap amb certesa quan fa que es van establir a Honolulu els primers nadius polinesis. Algunes descripcions orals indiquen que en el segle xii ja hi havia una comunitat establerta en el lloc on avui es troba Honolulu. No obstant això, quan el primer rei de Hawaii Kamehameha I va conquistar Oahu després de la Batalla de Nuuanu Pali va traslladar la seva cort a la localitat de Waikiki el 1804. La seva cort va tornar a mudar-se, el 1809, cap on avui es troba el centre de Honolulu.
El capità anglès William Brown va ser el primer estranger a arribar, el 1794, al que avui és el port de Honolulu. Des de llavors una gran quantitat de vaixells estrangers començarien a visitar el port, convertint Honolulu en un punt freqüentat per les naus mercants provinents d'Amèrica del Nord i Àsia.
El 1845, Kamehameha III va canviar la capital del regne de Hawaii de Lahaina, a l'illa de Maui, a Honolulu. Durant el seu regnat i el dels seus successors Honolulu es va transformar en una moderna capital amb la construcció d'edificis com la catedral de Sant Andreu, el Palau 'Iolani i Alliiolani Hale. Al mateix temps, Honolulu es va convertir en el centre del comerç de les illes, amb l'establiment de grans empreses al centre de Honolulu pels descendents dels missioners nord-americans.

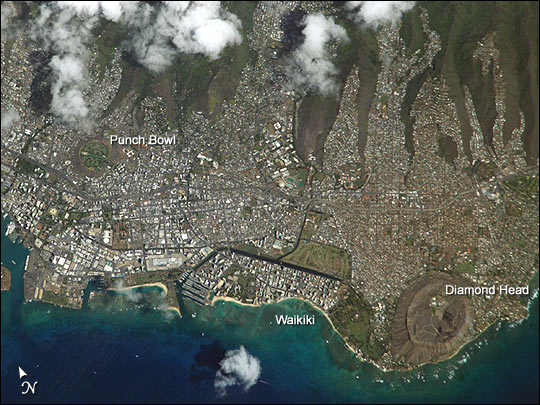
Honolulu vista des de l'Estació Espacial Internacional.

Malgrat la història turbulenta de finals de segle xix i principis del segle xx, que inclou la caiguda de la monarquia hawaiana, l'annexió pels Estats Units i l'atac dels japonesos a la Segona Guerra Mundial, Honolulu mai no va deixar de ser la capital, ciutat més gran i principal port marítim de les illes hawaianes.
Després de la inclusió de Hawaii com a estat dels Estats Units, va venir una explosió econòmica i un accelerat creixement per a Honolulu i tot Hawaii en general. El modern transport aeri hi portaria milers, i més endavant milions, de visitants per any a les illes. Actualment, Honolulu és una ciutat moderna amb nombrosos gratacels, i Waikiki és el centre de la indústria turística de Hawaii amb milers d'habitacions d'hotel.

## Gastronomia
La cuina de Hawaii és una fusió de molts aliments que porten els immigrants a les illes Hawaii, inclosos els primers polinesis i la cuina hawaiana autòctona i els orígens americà, xinès, filipí, japonès, coreà, polinesi, porto-riqueny i portuguès.
Les fonts d’aliments vegetals i animals s'importen de tot el món per a ús agrícola a Hawaii. El Poi, un midó que es fa picant el taro, és un dels aliments tradicionals de les illes. Molts restaurants locals serveixen l'omnipresent dinar de plat, que inclou dues culleres d'arròs, una versió simplificada d'amanida de macarrons americans i una gran varietat de cobertures, incloses les hamburgueses, un ou fregit i la salsa d'un loco moco, tonkatsu d'estil japonès o el tradicional lūʻau favorits, inclosos el porc kālua i laulau. Spam musubi és un exemple de fusió de cuina ètnica que es va desenvolupar a les illes entre la barreja de grups d’immigrants i personal militar. Als anys noranta, un grup de xefs van desenvolupar la cuina regional de Hawaii com una cuina de fusió contemporània.

## Personalitats il·lustres
- Barack Obama (1961) 44è president dels Estats Units d'Amèrica, Premi Nobel de la Pau de l'any 2009.
- Nicole Scherzinger, cantant, ballarina, model i actriu
- Kristin Oppenheim, artista
- Bruno Mars, cantant
- Israel Kamakawiwo'ole, cantant, músic i activista
- Francisco de Paula Marín Grassi